# Gamrat-Kapelle
Die Gamrat-Kapelle (polnisch Kaplica Gamrata) ist eine der 19 Kapellen, die die Krakauer Kathedrale umgeben. Sie wird auch Grochowsk-Kapelle genannt und ist Katharina von Alexandrien geweiht und befindet sich im östlichen Chorumgang.

## Geschichte
Die Kapelle wurde anstelle einer gotischen Kapelle aus dem 14. Jahrhundert in den Jahren von 1594 bis 1595 auf Auftrag von Königin Bona Sforza als Grabkapelle für den Erzbischof und Primas Piotr Gamrat von Giovanni Maria Mosca im Stil der Spätrenaissance errichtet. Auch das Renaissance Grabmal Piotr Gamrats schuf Giovanni Maria Padovano, der sich das Grabmal Piotr Tomickis von Bartolomeo Berrecci, das sich ebenfalls in der Wawel-Kathedrale befindet, als Vorbild nahm. Die Kapelle wurde in den Jahren von 1646 bis 1649 im hochbarocken Stil von Bartolommeo Stopano auf Auftrag von dem Kanoniker Jerzy Grochowski restauriert. Der Altar stammt von 1661, das Altarbild aus dem 18. Jahrhundert.

## Krypta
In der Kapelle wurden bestattet:
- Erzbischof und Primas Piotr Gamrat
- Kanoniker Jerzy Grochowski

## Quelle
- Michał Rożek: Krakowska katedra na Wawelu. Wydawnictwo św. Stanisława BM Archidiecezji Krakowskiej, Kraków 1989